# Extraliga (Slowakei, Schach) 1998/99
Die Extraliga 1998/99 war die siebte Spielzeit der slowakischen Extraliga im Schach.

## Teilnehmende Mannschaften und Modus
Am Start waren mit ŠK Bestex Nové Zámky, der ersten Mannschaft und den Junioren des ŠK Slovan Bratislava, ŠK Tatran Plynoma Prešov, ŠK Trenčín, ŠK Radegast Dunaj Bratislava, ŠK Medea Martin, ŠK Baník Prievidza, ŠK Slovan Levice und 1.PŠK Aqua Rimavská Sobota die ersten zehn der Extraliga 1997/98 sowie als Aufsteiger der ŠK Hydina Košice und ZŤS Spartak Dubnica.
Die zwölf Mannschaften spielten ein einfaches Rundenturnier an acht Brettern, über die Platzierung entschied zunächst die Anzahl der Mannschaftspunkte (drei Punkte für einen Sieg, ein Punkt für ein Unentschieden, kein Punkt für eine Niederlage), anschließend der direkte Vergleich und danach die Anzahl der Brettpunkte (ein Punkt für eine Gewinnpartie, ein halber Punkt für eine Remispartie, kein Punkt für eine Verlustpartie). Die beiden Letzten stiegen ab und wurden durch die Sieger der beiden Staffeln der 1. liga ersetzt.
Zu den gemeldeten Mannschaftskadern der teilnehmenden Vereine siehe Mannschaftskader der Extraliga (Slowakei, Schach) 1998/99.

## Termine
Die Wettkämpfe fanden statt am 24. und 25. Oktober, 21. und 22. November 1998, 9., 10. und 24. Januar, 6. und 7. Februar sowie 13. und 14. März 1999.

## Saisonverlauf
ŠK Slovan Bratislava stand vorzeitig als Meister fest, ebenso der 1.PŠK Aqua Rimavská Sobota als Absteiger, während die Entscheidung über den zweiten Absteiger erst in der letzten Runde in einem Vierkampf zwischen den Junioren des ŠK Slovan Bratislava, ŠK Trenčín, ŠK Slovan Levice und ŠK Medea Martin gegen den ŠK Medea Martin fiel.

## Abschlusstabelle
| Pl. | Verein                             | Sp | G  | U | V | MP | Brett-P.  |
| --- | ---------------------------------- | -- | -- | - | - | -- | --------- |
| 01. | ŠK Slovan Bratislava I. Mannschaft | 11 | 10 | 0 | 1 | 30 | 58,5:29,5 |
| 02. | ŠK Bestex Nové Zámky (M)           | 11 | 8  | 2 | 1 | 26 | 57,0:31,0 |
| 03. | ŠK Hydina Košice (N)               | 11 | 6  | 1 | 4 | 19 | 45,5:42,5 |
| 04. | ŠK Tatran Plynoma Prešov           | 11 | 5  | 3 | 3 | 18 | 49,0:39,0 |
| 05. | ZŤS Spartak Dubnica (N)            | 11 | 5  | 1 | 5 | 16 | 46,0:42,0 |
| 06. | ŠK Radegast Dunaj Bratislava       | 11 | 5  | 0 | 6 | 15 | 45,0:43,0 |
| 07. | ŠK Baník Prievidza                 | 11 | 4  | 1 | 6 | 13 | 44,5:43,5 |
| 08. | ŠK Slovan Bratislava Junioren      | 11 | 3  | 3 | 5 | 12 | 40,5:47,5 |
| 09. | ŠK Trenčín                         | 11 | 3  | 2 | 6 | 11 | 36,5:51,5 |
| 10. | ŠK Slovan Levice                   | 11 | 3  | 2 | 6 | 11 | 36,5:51,5 |
| 11. | ŠK Medea Martin                    | 11 | 3  | 1 | 7 | 10 | 39,5:48,5 |
| 12. | 1.PŠK Aqua Rimavská Sobota         | 11 | 2  | 2 | 7 | 8  | 34,5:53,5 |

## Entscheidungen
|     | Slowakischer Meister: ŠK Slovan Bratislava                            |
|     | Absteiger in die 1. liga: ŠK Medea Martin, 1.PŠK Aqua Rimavská Sobota |
| (M) | Meister der letzten Saison                                            |
| (N) | Aufsteiger der letzten Saison                                         |

## Kreuztabelle
| Ergebnisse | Ergebnisse                         | 01. | 02. | 03. | 04. | 05. | 06. | 07. | 08. | 09. | 10. | 11. | 12. |
| ---------- | ---------------------------------- | --- | --- | --- | --- | --- | --- | --- | --- | --- | --- | --- | --- |
| 01.        | ŠK Slovan Bratislava I. Mannschaft |     | 5½  | 3½  | 4½  | 6½  | 5½  | 5½  | 4½  | 5½  | 6½  | 5½  | 5½  |
| 02.        | ŠK Bestex Nové Zámky               | 2½  |     | 6   | 5   | 6   | 5½  | 4   | 5½  | 6½  | 6½  | 4   | 5½  |
| 03.        | ŠK Hydina Košice                   | 4½  | 2   |     | 4   | 2½  | 3   | 4½  | 5½  | 5   | 4½  | 3½  | 6½  |
| 04.        | ŠK Tatran Plynoma Prešov           | 3½  | 3   | 4   |     | 5½  | 5½  | 3½  | 4   | 5   | 6½  | 4½  | 4   |
| 05.        | ZŤS Spartak Dubnica                | 1½  | 2   | 5½  | 2½  |     | 1½  | 1½  | 5½  | 6   | 5   | 6   | 4   |
| 06.        | ŠK Radegast Dunaj Bratislava       | 2½  | 2½  | 5   | 2½  | 6½  |     | 3   | 5   | 5   | 6   | 3½  | 3½  |
| 07.        | ŠK Baník Prievidza                 | 2½  | 4   | 3½  | 4½  | 6½  | 5   |     | 3   | 3½  | 3   | 3½  | 5½  |
| 08.        | ŠK Slovan Bratislava Junioren      | 3½  | 2½  | 2½  | 4   | 2½  | 3   | 5   |     | 4   | 4   | 4½  | 5   |
| 09.        | ŠK Trenčín                         | 2½  | 1½  | 3   | 3   | 2   | 3   | 4½  | 4   |     | 4   | 4½  | 4½  |
| 10.        | ŠK Slovan Levice                   | 1½  | 1½  | 3½  | 1½  | 3   | 2   | 5   | 4   | 4   |     | 4½  | 6   |
| 11.        | ŠK Medea Martin                    | 2½  | 4   | 4½  | 3½  | 2   | 4½  | 4½  | 3½  | 3½  | 3½  |     | 3½  |
| 12.        | 1.PŠK Aqua Rimavská Sobota         | 2½  | 2½  | 1½  | 4   | 4   | 4½  | 2½  | 3   | 3½  | 2   | 4½  |     |

## Die Meistermannschaft
| 1.            | ŠK Slovan Bratislava |
| Schachfiguren | Ľubomír Ftáčnik, Ladislav Salai, Ján Báňas, Peter Petrán, Róbert Tibenský, Alois Lanč, Jozef Franzen, Claudiu Zetocha, Karol Rückschloss, Michal Ač, Marek Kolčák, Miroslav Maláč. |